# La Dame au Masque

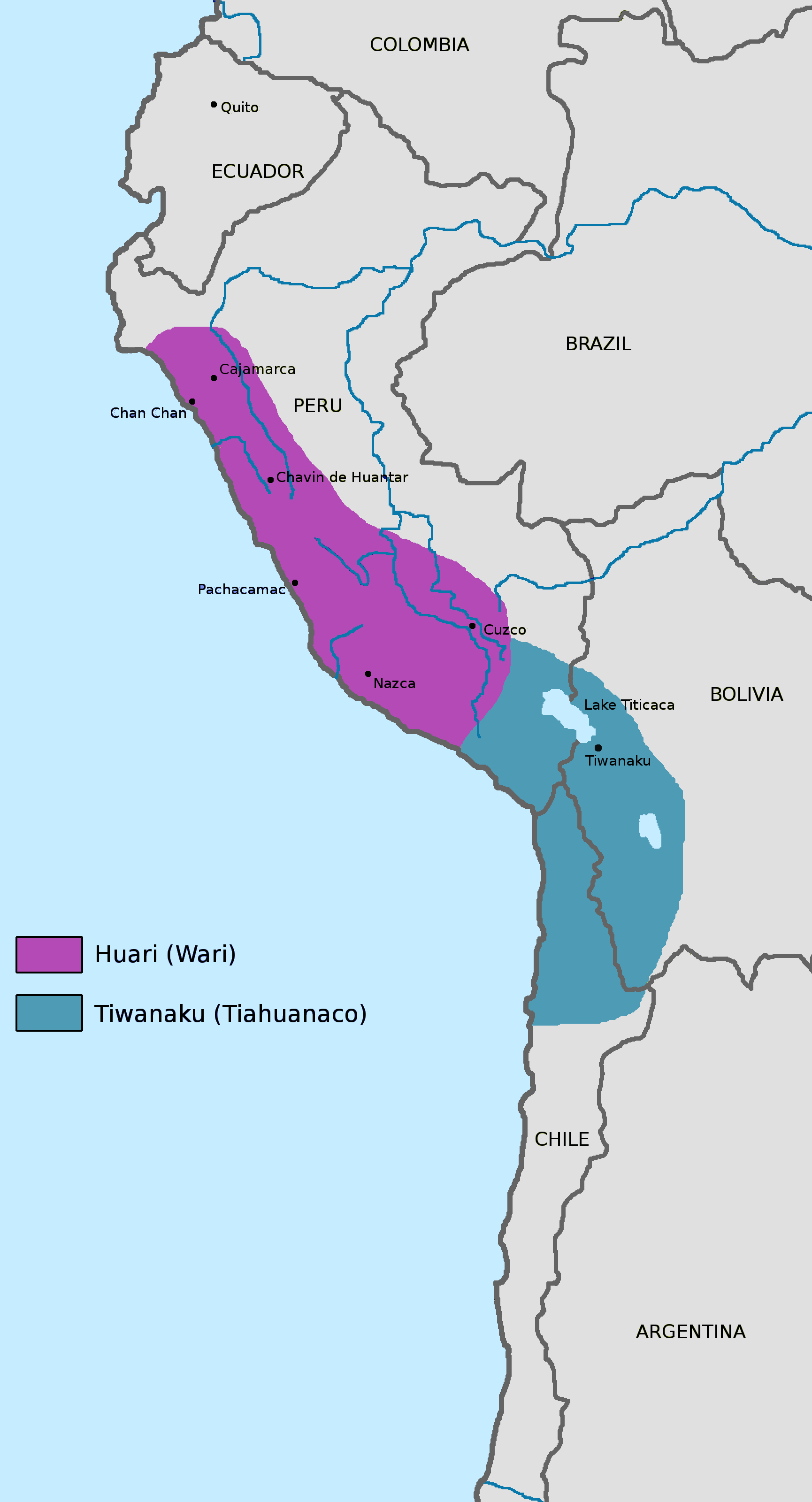
Aire d’influence des cultures huari et Tiwanaku, qui s’unirent et partagèrent leurs territoires

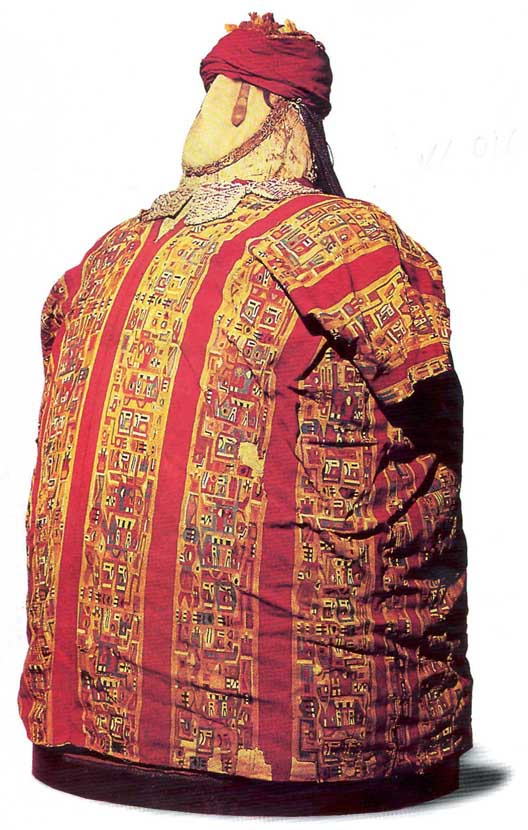
Vêtement funéraire typique de la culture huari.

La Dame au Masque, est le corps momifié d’une femme, qui date approximativement de l’an 700. Elle appartient à la culture huari, civilisation précolombienne qui fleurit au centre la Cordillère des Andes de l’an 500 à 1200.

## Découverte
La « Dame au Masque », a été trouvée en août 2008 par une équipe d’archéologues péruviens dirigée par Isabel Flores dans la grande pyramide de Huaca Pucllana, concrètement dans la cinquième plate-forme. Cette pyramide faisait partie d’un grand centre de cérémonies, situé dans l’actuelle ville de Lima, dans le district de Miraflores. Il s’agit de la première tombe enfermant une momie qui ne semble pas avoir été pillée.

## Rituel funéraire
La culture huari enveloppait les morts dans des vêtements faits de cordes de fibres naturelles. Lorsque le mort appartenait à la classe dominante, son corps était couvert d’un masque funéraire. On suppose que la dame aurait pu faire partie de la royauté. 

## Caractéristiques
- Momification naturelle
- À l’origine, le corps a été transporté dans un vêtement
- La femme portait un masque funéraire spectaculaire, notamment par la présence de deux énormes yeux bleus construits avec des coquillages.
- Divers objets accompagnaient le corps : plusieurs métiers à tisser, des objets pour confectionner des tissus, des restes de céramique.

## Liens internes

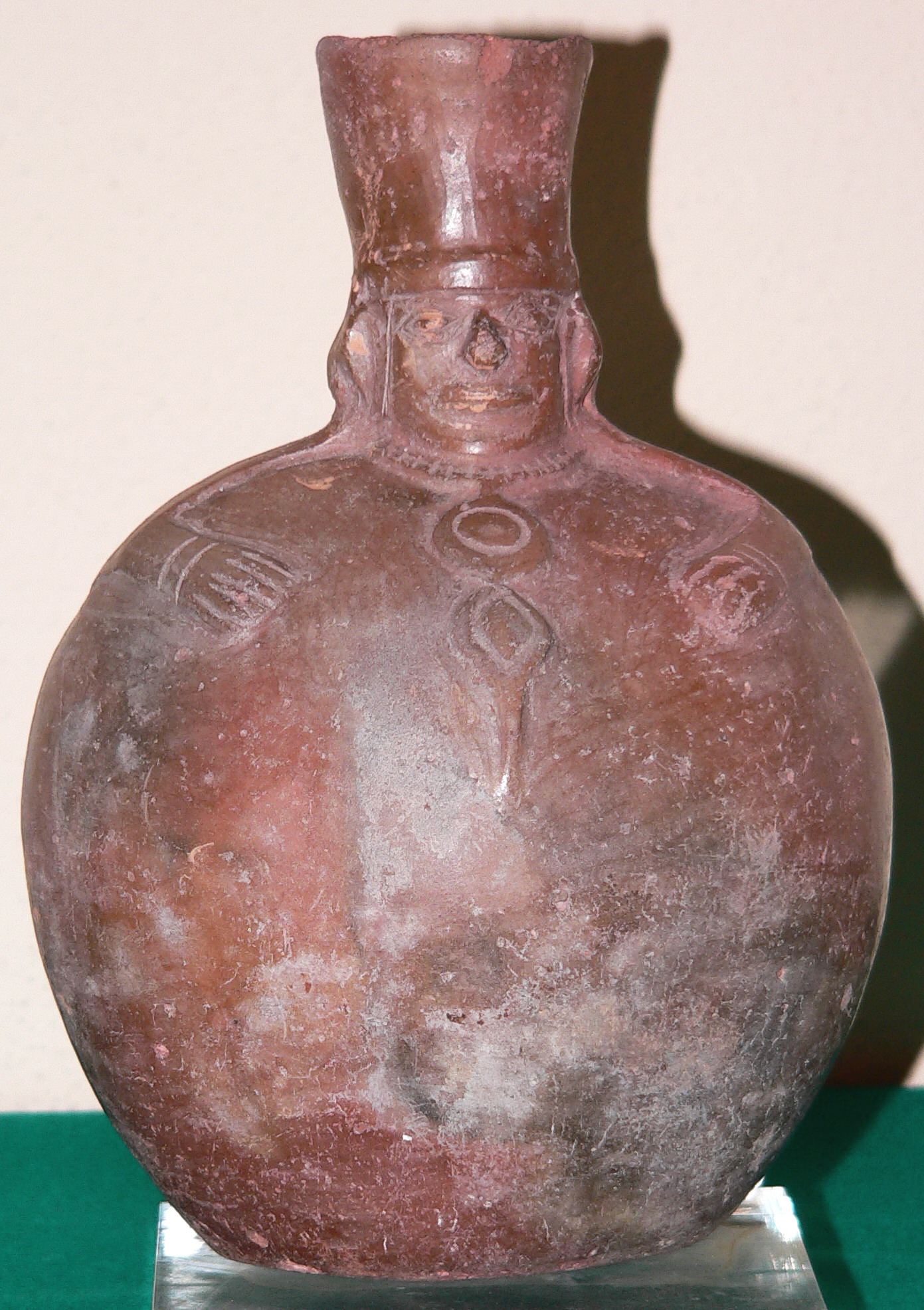
jarre huari.